# Paratheuma insulana
Paratheuma insulana là một loài nhện trong họ Desidae.
Loài này thuộc chi Paratheuma. Paratheuma insulana được miêu tả năm 1902 bởi Richard C. Banks.